# Canthigaster sanctaehelenae
Canthigaster sanctaehelenae és una espècie de peix de la família dels tetraodòntids i de l'ordre dels tetraodontiformes.

## Hàbitat
És un peix marí, de clima tropical i associat als esculls de corall que viu entre 0-45 m de fondària.

## Distribució geogràfica
Es troba a l'Atlàntic sud-oriental: illes de Santa Helena i de l'Ascensió.

## Observacions
És inofensiu per als humans.